# Battaglia di Te-li-Ssu
La battaglia di Te-li-Ssu (chiamata anche Battaglia di Wafangou) fu uno scontro militare terrestre nell'ambito della guerra russo-giapponese (1904-1905) combattuto il 14-15 giugno 1904, che vide la vittoria dei giapponesi.